# 福井県専修学校一覧
福井県専修学校一覧（ふくいけんせんしゅうがっこういちらん）は、福井県の専修学校の一覧。

## 公立専修学校

### 福井市
- 福井県立看護専門学校

### 小浜市
- 公立若狭高等看護学院

## 私立専修学校

### 福井市
- 大原学園福井校
  - 大原ビジネス公務員専門学校福井校
  - 福井医療・スポーツ専門学校
  - 福井情報ITクリエイター専門学校
  - 福井美容ビューティー製菓保育専門学校

- 金井学園（旧・新和学園）
  - 福井県医療福祉専門学校
  - L`ecole des gourmands Fukui（レコール デ グルマン フクイ） - 旧・福井製菓専門学校

- 専門学校デザイン・ラボ フクイ
- 専門学校福井文化服装学院
- 福井市医師会看護専門学校
- 福井歯科専門学校

### 小浜市
- 青池調理師専門学校

### 越前市
- 武生看護専門学校

### 坂井市
- 国際ペット専門学校福井

### 吉田郡
- 天谷調理製菓専門学校
- 福井県理容美容専門学校

### 三方郡
- 若狭医療福祉専門学校